# ناحیه کروک، شهرستان همیلتون، ایلینوی
ناحیه کروک (به انگلیسی: Crook Township) یک منطقهٔ مسکونی در ایالات متحده آمریکا است که در شهرستان همیلتون، ایلینوی واقع شده‌است. ناحیه کروک ۱۴۳ متر بالاتر از سطح دریا واقع شده‌است.